# Казасу
Казасу (рум. Cazasu) — комуна у повіті Бреїла в Румунії. До складу комуни входить єдине село Казасу.
Комуна розташована на відстані 168 км на північний схід від Бухареста, 5 км на захід від Бреїли, 135 км на північний захід від Констанци, 20 км на південний захід від Галаца.

## Населення
У 2009 року у комуні проживали 3275 осіб.

## Зовнішні посилання
- Дані про комуну Казасу на сайті Ghidul Primăriilor [Архівовано 15 грудня 2011 у Wayback Machine.]